# Skjern
Skjern er en stationsby og tidligere købstad i Vestjylland med 7.839 indbyggere  (2024), beliggende 5 km nord for Tarm, 43 km sydvest for Herning og 26 km sydøst for Ringkøbing. Skjern hører til Ringkøbing-Skjern Kommune og ligger i Region Midtjylland. Skjern er den næststørste by i kommunen, kun overgået af Ringkøbing.
Skjern hører til Skjern Sogn, og Skjern Kirke ligger i byen. I en kort periode omkring 1940 var Skern den gængse stavemåde.

## Seværdigheder
Byen ligger nord for Skjern Å, Danmarks vandrigeste å. Den danner Danmarks eneste floddelta ved dens udløb i Ringkøbing Fjord 7 km vest for Skjern. I Skjern Enge er der over 20 km vandreruter og flere fugletårne. Åens to løb kan krydses med selvbetjente trækfærger.
To skulpturer af Piet Hein er opstillet i Skjern. I rundkørslen Holstebrovej/Ringkøbingvej/Ringvejen står "Kysset" til en værdi af 500.000 kr. Den er opstillet 16. december 2005. Og i rundkørslen Arnborgvej/Østergade/Ringvejen kan man se den over 4 m høje superellipse "Ægget", som er opstillet 3. december 1999. Den er af sølvbronzeret glasfiber og kostede ca. 400.000 kr.
En skulptur af Holger Danske, som tidligere har stået foran Hotel Marienlyst i Helsingør, kom til Skjern 2. maj 2013. På initiativ af ejendomsmægler Jørgen Axelsen havde en række Skjern-borgere købt den på auktion for 3,2 millioner kroner. Den blev placeret på Mølletorvet, som nu hedder Holger Danskes Plads.
13 km nordvest for Skjern ligger Stauning Lufthavn, som rummer Danmarks Flymuseum.

## Faciliteter
Kirkeskolen har 0.-9. klassetrin i 2-3 spor. Amagerskolen har 412 elever, også på 0.-9. klassetrin. Skjern Kristne Friskole, der startede i den nedlagte Lyager skole i 1974 og flyttede til den nuværende adresse 2 år senere, har 397 elever, også på 0.-9. klassetrin. Børnehaven Solsikken ligger lige overfor. Skjernåskolen er en specialskole med 101 elever og en klassekvotient på 4-8 samt en specialbørnehave med 16 børn.
Ved gaden Skolebyen findes teknisk skole, HTX, VUC og Den danske Design- og Håndværksefterskole.
Skjern Bank har hjemsted i Skjern og har lagt navn til Skjern Bank Arena i Skjern Kulturcenter.

## Historie

### Middelalderen
Ifølge legenden var det i vadestedet over Skjern Å, Kong Hans' hest styrtede i starten af 1513. Kongen døde 20. februar, højst sandsynligt af en lungebetændelse, som han fik af det kolde vand.

### Stationsbyen
Skjern fik i 1875 station på den vestjyske længdebane mellem Esbjerg og Struer. Og Skjern Station blev jernbaneknudepunkt i 1881 med åbningen af Herning-Skjern Jernbane, der gav forbindelse med Silkeborg, Skanderborg og Aarhus.
Stationsbyen voksede hurtigt. I 1879 beskrives den således: "Skjern Kirke, Skjern Præstegaard og Skole; nogle Gaarde og Huse, der benævnes Skjernby, med Thinghuus, Jernbanestation og Kro ved Landeveien, Valgsted for Amtets 5te Folkethingskreds, af 3 Kjøbmænd drives Landhandel".
I 1904 blev byen beskrevet således: "Skjern (1340: Skyerne), ved Landevejen, en stærkt voksende Stationsby — 1/2 1901 med Engsig, Gde. og Huse, 159 Huse og 1122 Indb. —, med Kirke, Præstegd., 2 Skoler, Missionshus (opf. 1888) og to bornholmske Missionshuse, Ting- og Arresthus — opf. 1884 af røde Mursten i to Stokv. (Arkit.: Weber), med Arrestforvarerbolig og Plads til 14 Arrestanter; det ejes af Amtskommunen —, Sparekasse (opr. 1875...Antal af Konti 1549), Læge og Dyrlæge, Elektricitetsværk (aabnet 1903), Andelsmejeri, Dampbageri, Farveri, Garveri, Benmølle, Uldspinderi, Savværk, Jærnstøberi og Maskinfabrik, flere Købmandshdlr. og andre Handelsetablissementer, Haandværkere osv., Højskoleforeningsbygn., 2 Hoteller og Missionshjem, Jærnbanestation (Station paa den vestjydske Længdebane og Endest. for Skanderborg-Skjern Banen, se S. 93), Telegraf- og Telefonst., Postkontor (Posthuset er opf. 1886), Markedsplads (Marked i Feb., Marts og Aug.), Valgsted for Amtets 6. Folketingskr. og Sessionssted for 5. Udskrivningskr.’ Lægd 1-4 og 6-21".
Ifølge folketællingen i 1930 levede af Skjerns 2.985 indbyggere 94 af landbrug, 1.146 af industri, 424 af handel, 496 af transport, 164 af immateriel virksomhed, 298 af husgerning, 334 var ude af erhverv og 29 havde ikke givet oplysninger.
1920-81 havde Skjern også jernbaneforbindelse med Videbæk, fra 1955 dog kun med godstrafik. Skjern-Videbæk banens skinner ligger stadig på en stor del af strækningen og kan bl.a. ses på stationsterrænet i Skjern. Banens tracé er bevaret som grussti i den vestlige del af byen fra Aldis P-plads ved Bredgade til Ringvejen. Yderst i industrikvarteret nord for byen dukker skinnerne op igen nord for søen vest for Støberivej. Fra Herborg kan man køre 12½ km på skinnecykel hertil.

### Genforeningssten
Bag legepladsen hvor St. Nørgårdsvej munder ud i Fredensgade, står en sten der blev afsløret 9. juli 1921 til minde om Genforeningen i 1920. Desuden har Skjern fået en genforeningssten, der i 1921 blev rejst ved Slumstrupvej 5 på Faster Mark i Faster Sogn. Den blev i 2019 flyttet til Birkallé 16 i Skjern.

### Kommunalreformerne
Skjern blev Danmarks yngste købstad i 1958, men begrebet købstad blev afskaffet ved kommunalreformen i 1970. Her blev Skjern hovedby i Skjern Kommune, der omfattede sognene Bølling, Dejbjerg, Faster, Hanning, Skjern, Stauning, Sædding og Sønder Borris.
Nabokommunerne var Aaskov Kommune mod øst, Videbæk Kommune og Ringkøbing Kommune mod nord og Egvad Kommune (Tarm) mod syd. Der var tale om en mindre kommunesammenlægning med Tarm i 2006, men ved strukturreformen i 2007 indgik alle 5 kommuner i den nye Ringkøbing-Skjern Kommune.
Kommunalreformen medførte også en sammenlægning af Ringkøbing Museum, der var oprettet i 1908, og Skjern-Egvad Museum, der startede som Skjern Museum i 1929 og fusionerede med Egvad Museum i 1970'erne. Ringkøbing-Skjern Museum har nu 14 besøgssteder.

## Erhverv
Christian Christensen Grenes far drev forretning på Jernbanegade i Skjern, hvor han solgte trævarer til landbruget, fra omkring år 1900 også slåmaskiner. Den unge mand blev uddannet på Købmandsskolen i København og vendte hjem for at hjælpe til i sin fars forretning. Han så straks, at reservedelene til de importerede slåmaskiner var meget dyre, og grundlagde i 1915 sin egen virksomhed for at fremstille eller importere reservedele, efterhånden også til alle andre typer af landbrugsmaskiner.
Da Christian Grene døde i 1959, blev firmaet ført videre af hans nevø Poul Grene, der i 1950 var kommet hjem fra 4 års lærerigt ophold i udlandet og havde tilført firmaet mange nye aktiviteter, bl.a. reservedele til traktorer. I 1960'erne vandt hydraulik indpas i landbruget, og her fik aktiviteterne et omfang, så man valgte at lægge hydraulikdelene i den selvstændige virksomhed Hydra-Grene, der blev etableret i 1974.
I 1988, hvor Poul Grene var 63 år og ingen af hans 3 børn ville overtage virksomhederne, solgte han dem til industrikonglomeratet Schouw & Co. i Aarhus. De to virksomheder ligger stadig side om side i Skjern. Grene blev i 2013 lagt sammen med det større hollandske selskab Kramp, som Schouw & Co. kom til at eje 20% af. I slutningen af 2016 solgte Schouw & Co. aktierne i Kramp med god fortjeneste. Hydra-Grene, der nu også laver hydraulik til industri, vind og offshore, købte i 2015 den svenske konkurrent Specma og fik i 2016 Eksportforeningens pris "Danish Exporter of the Year".
Af andre virksomheder i Skjern kan nævnes jernstøberiet Ferrodan og Skjern Papirfabrik (tæt ved åen). Velux og Vestas har også afdelinger i byens industrikvarterer.

## Idræt
Skjern Håndbolds herrehold spiller i landets bedste række, håndboldligaen. Skjern vandt ligaen i 1998-99, sæsonen efter at holdet var rykket op. Det er det eneste danske hold, der har præsteret det.
Fra denne klub har bl.a. spillerne Lars Møller Madsen og Jesper Jensen (VM 2007) samt Kasper Søndergaard (EM 2012 og OL 2016) været på et medaljevindende landshold.
Siden 2006 er der afholdt Skjern Å Running Challenge med hel- og halvmaraton og to kortere distancer, der alle starter i Tarm, passerer Kong Hans Bro og slutter i Skjern.

## Personer fra Skjern
Se listen over personer fra Skjern
Piet Hein (1905-96), havde tegnestue i Skjern, hvor mange af hans kendte designs så dagens lys

## Galleri
- Skjern Kulturcenter
- Statue af Holger Danske
- Skjerngarden
- Skjern Vandtårn